# 坂本信博
坂本 信博（さかもと のぶひろ、1972年 - ）は日本のジャーナリスト・西日本新聞記者。

## 来歴
福岡県福岡市出身。1995年、創価大学法学部卒業。在学中はマラヤ大学に2年間留学。また落語研究会では部長を務め、国連研究会の創設にも参加した。落語研究会の後輩にエレキコミック、ナイツがいる。マレーシアの邦字紙記者、商社勤務を経て、1999年に西日本新聞社入社。
社会部を経て、2000年から2003年まで長崎総局で警察・司法、長崎市政、原爆・平和、長崎県政を取材。2003年から2005年まで宗像支局長。社会部で医療、教育、原発問題などを担当。2010年3月から成人T細胞白血病（ATL）やHTLV-I関連脊髄症をめぐるキャンペーン報道「HTLV1制圧へ」を展開し、菅直人首相が2010年9月、HTLV-1関連疾患を九州などの”風土病”と捉えて対策を放置してきた政府の判断ミスを認めて患者団体に謝罪し、総合対策を打ち出すことにつながった。2011年から2014年まで東京支社報道部で厚生労働省、環境省、国土交通省、経済、首相官邸、国会 (日本)を取材。
2015年、編集局安全保障取材班キャップとして、キャンペーン報道「戦後70年 安全保障を考える」で第21回平和・協同ジャーナリスト基金奨励賞受賞。都市圏総局で子どもの貧困をテーマにしたキャンペーン報道「子どもに明日を」を担当。
2016年、社会部遊軍キャップとして、外国人労働者との共生を考えるキャンペーン報道「新 移民時代」を展開し、2017年に第17回石橋湛山記念早稲田ジャーナリズム大賞受賞。一連の報道をまとめた書籍「新 移民時代　外国人労働者と共に生きる社会へ」を菅義偉官房長官が読み、出入国管理及び難民認定法の改正につながった。
2018年、社会部遊軍キャップ・デスクとして、オンデマンド調査報道（ジャーナリズム・オン・デマンド=JOD）「あなたの特命取材班」をスタート。福間慎一らと新聞業界で初となる「やさしい日本語」によるニュース発信「やさしい西日本新聞」をスタート。
2019年、クロスメディア報道部シニアマネージャー。オンデマンド調査報道に取り組むローカルメディアの連携協定「JODパートナーシップ」を全国に拡大。
2020年、中国総局長（北京特派員）。2021年、中国政府による少数民族ウイグル族への抑圧政策が強まった2014-18年に新疆ウイグル自治区の不妊手術が18.8倍に急増し、出生率がほぼ半減したほか、ウイグル族が人口の8割以上を占める28市県のうち27市県の出生率が2-9割減少する一方、漢族が多い地域では出生率が上昇していたことなどを、中国当局や新疆ウイグル自治区政府の公式統計を基に特報。日本政府の松野博一官房長官は12月2日の定例記者会見で「統計資料は承知しているが、内容についてコメントする立場にはない」とした上で「重大な人権侵害が行われているとの報告は多くあり、わが国としても深刻な懸念をしている」と述べた。一連の報道後、中国政府が30年以上にわたってほぼ毎年「中国統計年鑑」で公表してきた地域別出生率の項目が消えた。2022年、ウイグル族集住地域で不妊処置が急増した結果、移住を除く人口増加率が最大で約100分の1に激減したことを、地元当局の公式統計を基に特報した。
2022年、「あなたの特命取材班」が日本記者クラブ賞特別賞を受賞。中国新疆ウイグル自治区の強制不妊疑惑などを巡る調査報道で第2回調査報道大賞の選考委員特別賞を受賞したほか、ボーン・上田記念国際記者賞の最終選考で須賀川拓氏と最後まで競り合い、2022年度新新聞協会賞「ニュース」部門で事実上の最終審査に残ったが受賞は逃した。
2023年、社会部デスクや報道センター総合デスクとして「いじめ問題を追う〜防止法10年」を担当し、2024年度の新聞労連ジャーナリズム大賞優秀賞を受賞。
2024年、中国での取材記をまとめた単行本「三国志を歩く 中国を歩く」を西日本新聞社から出版した。
2025年、「三国志を歩く 中国を知る」が第12回山本美香記念国際ジャーナリスト賞の最終候補作品に選ばれた。

## 出演番組
- 福岡NEWSファイル CUBE（テレビ西日本） - レギュラーコメンテーター
- Hyper Night Program GOW!!（エフエム福岡） - コーナー出演
- クローズアップ現代+（NHK総合テレビジョン） - ゲスト出演（2020年2月25日）[25]

## 著書・共著
- 「医療崩壊を超えて」[26]（ミネルヴァ書房）
- 「戦争は秘密から始まる 秘密保護法でこんな記事は読めなくなる」[27]（合同出版）
- 「安保法制の正体　『この道』で日本は平和になるのか」[28]（明石書店）
- 「新 移民時代　外国人労働者と共に生きる社会へ」[29]（明石書店）
- 「三国志を歩く　中国を知る」[30]（西日本新聞社）